# Mont Belvieu
Mont Belvieu – miasto w Stanach Zjednoczonych, w stanie Teksas, w hrabstwie Liberty.